# Thomas Midgley Jr.
Thomas Midgley Jr. (n. 18 mai 1889, Beaver Falls⁠(d), Pennsylvania, SUA – d. 2 noiembrie 1944, Worthington⁠(d), Ohio, SUA) a fost un inginer mecanic și chimist⁠(d) american. El a jucat un rol major în dezvoltarea benzinei cu plumb (tetraetilplumb) și a unora dintre primele clorofluorocarburi (CFC), mai cunoscute în Statele Unite sub brandul Freon; Ambele produse au fost ulterior interzise în utilizarea pe scară largă din cauza impactului lor dăunător asupra sănătății umane și mediului. El a obținut peste 100 de brevete de-a lungul carierei sale. A contractat poliomielită în 1940. În 1944, a fost găsit sugrumat de un dispozitiv pe care l-a conceput pentru a-i permite să se ridice din pat neasistat la casa lui din Worthington, Ohio. La acea vreme, s-a scris că a fost ucis accidental din propria sa invenție. În particular, rudele au considerat moartea lui o sinucidere.

## Începutul vieții
Midgley s-a născut în Beaver Falls, Pennsylvania⁠(d), într-o familie cu o tradiție de inventatori. Tatăl său, Thomas Midgley Sr., fusese inventator remarcat în domeniul anvelopelor pentru automobile. Bunicul său din partea mamei era James Emerson, inventatorul „fierăstrăului cu dinți inserați”. Mama lui era Hattie Midgley (născută Emerson). A crescut în Columbus, Ohio, și a absolvit Universitatea Cornell în 1911 cu o diplomă în inginerie mecanică. La 3 august 1911, Midgley s-a căsătorit cu Carrie M. Reynolds din Delaware, Ohio⁠(d).

## Cariera

### Benzina cu plumb

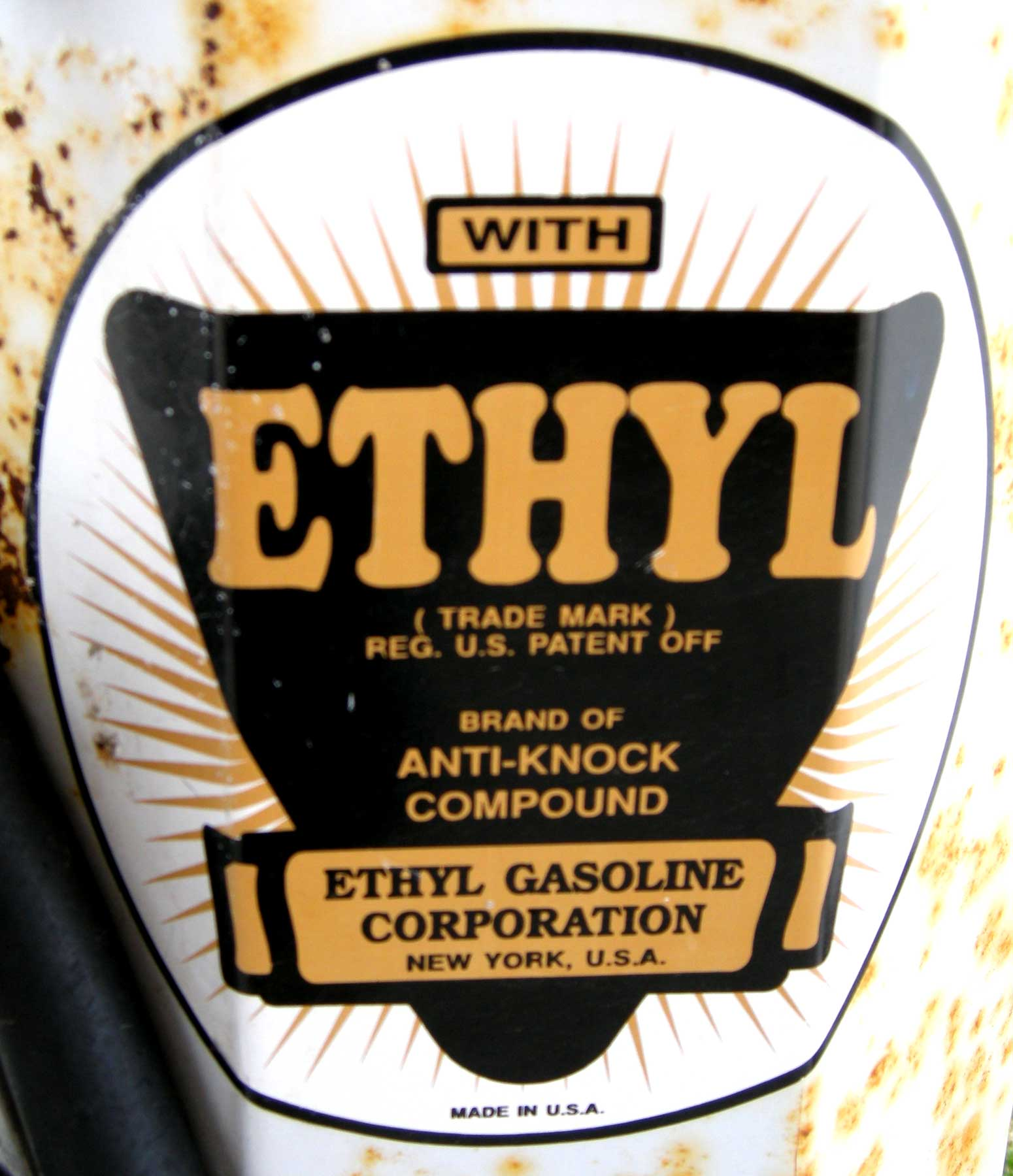
Semn pe o veche pompă de benzină, care face publicitate compusului anti-detonație Ethyl (tetraetilplumb), un

Midgley a început să lucreze la General Motors în 1916. În decembrie 1921, în timp ce lucra sub conducerea lui Charles Kettering⁠(d) la Dayton Research Laboratories⁠(d), o subsidiară a lui General Motors, Midgley a descoperit (după ce a eliminat telurul din cauza mirosului greu de eradicat) că adăugarea de tetraetilplumb (TEL) la benzină previne „detonațiile” la motoarele cu ardere internă. Compania a numit substanța „Ethyl”, evitând orice mențiune a plumbului în rapoarte și reclame. Companiile petroliere și producătorii de automobile, în special General Motors, care dețineau brevetul depus în comun de Kettering și Midgley, au promovat aditivul TEL ca o alternativă ieftină superioară etanolului sau combustibililor amestecați cu etanol, pe care ar fi putut obține foarte puțin profit. În decembrie 1922, Societatea Americană de Chimie i-a conferit lui Midgley medalia Nichols⁠(d) pe 1923 pentru „utilizarea compușilor antidetonație în combustibili pentru motoare”. Acesta a fost primul dintre numeroasele premii majore pe care le-a câștigat în timpul carierei sale.
În 1923, Midgley și-a luat o lungă vacanță în Miami, Florida, pentru a se vindeca de saturnism. El a constatat „că plămânii mi-au fost afectați și că este necesar să renunț la toată munca și să iau o cantitate mare de aer proaspăt”.
În aprilie 1923, General Motors a creat General Motors Chemical Company (GMCC) pentru a superviza producția de TEP de către compania DuPont. Kettering a fost ales președinte, iar Midgley vicepreședinte. După două decese și mai multe cazuri de otrăvire cu plumb la uzina prototip TEL din Dayton, Ohio, se spunea în 1924 despre personalul de la Dayton că era „deprimat până la punctul de a lua în considerare renunțarea la întregul program de tetraetilplumb”. Pe parcursul anului următor, încă opt oameni au murit la fabrica DuPont din Deepwater, New Jersey⁠(d).
În 1924, nemulțumiți de viteza de producției de TEP de la DuPont folosind „procesul bromurii”, General Motors și Standard Oil Company din New Jersey (cunoscută astăzi ca ExxonMobil) au creat Ethyl Gasoline Corporation⁠(d) pentru a produce și comercializa TEP. Ethyl Corporation a construit o nouă uzină chimică folosind un proces pe bază de clorură de etil la temperaturi înalte la rafinăria Bayway⁠(d) din New Jersey. Cu toate acestea, în primele două luni de funcționare, noua fabrică a fost afectată de mai multe cazuri de otrăvire cu plumb, halucinații, nebunie și cinci decese.
Riscurile asociate cu expunerea la plumb erau cunoscute cu cel puțin 150 de ani înainte, când Benjamin Franklin a scris despre experiențele sale în domeniul tipografiei. Midgley a suferit el însuși otrăvire cu plumb și a fost avertizat despre riscul de otrăvire cu plumb din TEP încă din 1922. Midgley cunoștea bine pericolele plumbului. El a investigat dacă riscurile, atât în producție, cât și în utilizare, ar putea fi gestionate. Au fost finalizate testele de evacuare, pe care le-a folosit pentru a susține ideea că o concentrație de o parte de tetraetilplumb la 1300 de părți benzină ar putea fi folosită în siguranță. După expunerile inițiale, tragice ale lucrătorilor, au fost dezvoltate mecanisme de control care să permită procesului să funcționeze în siguranță. Consumul de benzină cu plumb a crescut exponențial. Impacturile cronice ale plumbului asupra mediului au fost subestimate extrem de mult.
La 30 octombrie 1924, Midgley a participat la o conferință de presă pentru a demonstra aparenta siguranță a TEP-ului, în care și-a turnat TEP pe mâini, și-a pus o sticlă de substanță chimică sub nas și a inhalat vaporii din aceasta timp de 60 de secunde, declarând că ar putea face asta în fiecare zi fără a avea probleme. Cu toate acestea, după câteva zile, autoritățile statului New Jersey au închis fabrica din Bayway, iar lui Jersey Standard i s-a interzis să producă din nou TEP fără permisiunea statului. Producția a fost reluată în 1926 dupa intervenția guvernului federal. Combustibilul cu cifră octanică mare, activat cu plumb, era important pentru armată. Midgley a luat mai târziu un concediu de la serviciu după ce a fost diagnosticat cu otrăvire cu plumb. A fost eliberat din funcția de vicepreședinte al GMCC în aprilie 1925, din cauza lipsei de experiență în probleme organizaționale, dar a rămas angajat al lui General Motors.

### Freonul
Spre sfârșitul anilor 1920, sistemele de aer condiționat și refrigerare⁠(d) foloseau compuși precum amoniacul (NH3), clormetanul (CH3Cl), propanul, formiatul de metil⁠(d) (C2H4O2) și dioxidul de sulf (SO2) ca agenți frigorifici. Deși eficiente, acestea erau toxice, inflamabile⁠(d) sau explozive. Divizia Frigidaire⁠(d) a companiei General Motors, la acea vreme producător de top de astfel de sisteme, căuta o alternativă netoxică și neinflamabilă la acești agenți frigorifici.
Lucrând cu Albert Leon Henne⁠(d), Midgley și-a concentrat în curând atenția spre halogenurile de alchil (combinație de lanțuri de carbon și halogeni), despre care se știa că sunt foarte volatile (ceva de dorit pentru un agent frigorific) și, de asemenea, inerte chimic⁠(d). În cele din urmă ei s-au hotărât asupra conceptului de a încorpora fluor într-o hidrocarbură. Ei au respins ipoteza că astfel de compuși ar fi toxici, crezând că stabilitatea legăturii carbon-fluor⁠(d) ar fi suficientă pentru a preveni eliberarea de fluorură de hidrogen⁠(d) sau a altor potențiali produși de degradare. Echipa a sintetizat în cele din urmă diclorodifluormetan, prima clorofluorocarbură (CFC), pe care au numit-o „freon”. Acest compus este denumit astăzi mai frecvent „Freon 12” sau „R12”.
Freonul și alte CFC-uri au înlocuit în mare măsură alți agenți frigorifici, dar au avut și alte aplicații. Un exemplu notabil a fost utilizarea lor ca propulsor în produse cu aerosoli și inhalatoare pentru astm. Societatea de Industrie Chimică⁠(d)  i-a acordat lui Midgley Medalia Perkin⁠(d) în 1937 pentru această realizare.

## Viața ulterioară și moartea
În 1941, Societatea Americană de Chimie i-a acordat lui Midgley cea mai înaltă distincție, Medalia Priestley. Acesta a fost urmată de premiul Willard Gibbs⁠(d) în 1942. De asemenea, a deținut două diplome onorifice și a fost ales în Academia Națională de Științe a Statelor Unite⁠(d). În 1944, a fost ales președinte al Societății Americane de Chimie.
În 1940, la vârsta de 51 de ani, Midgley a contractat poliomielită, ceea ce l-a lăsat cu un handicap grav. El a conceput un sistem elaborat de frânghii și scripeți pentru a se ridica din pat. În 1944, a fost găsit încurcat în dispozitiv și mort prin strangulare.

## Memoria
Moștenirea lui Midgley este impactul negativ asupra mediului produs atât de benzina cu plumb cât și de freon. Istoricul mediului⁠(d) JR McNeill⁠(d) a opinat că Midgley „a avut un impact mai negativ asupra atmosferei decât orice alt organism din istoria Pământului”, iar Bill Bryson a remarcat că Midgley poseda „un instinct aproape infailibil pentru regretabil”. Fred Pearce⁠(d), scriind pentru New Scientist, l-a descris pe Midgley drept „un dezastru ecologic într-un singur om”.
Folosirea benzinei cu plumb, pe care a inventat-o, a eliberat cantități mari de plumb în atmosfera din întreaga lume. Nivelurile ridicate de plumb din atmosferă au fost asociate cu probleme grave de sănătate pe termen lung începând cu copilăria, inclusiv tulburări neurologice, și cu creșterea nivelurilor violențelor și criminalității în America și în întreaga lume. Revista Time a inclus atât benzina cu plumb, cât și CFC-urile pe lista „celor mai proaste 50 de invenții”.
Midgley a murit cu trei decenii înainte ca efectele de epuizare a stratului de ozon⁠(d) și de gaz cu efect de seră ale CFC-urilor din atmosferă să devină cunoscute pe scară largă. În 1987, Protocolul de la Montreal a eliminat treptat utilizarea CFC-urilor precum freonul.